# Holešovská výzva

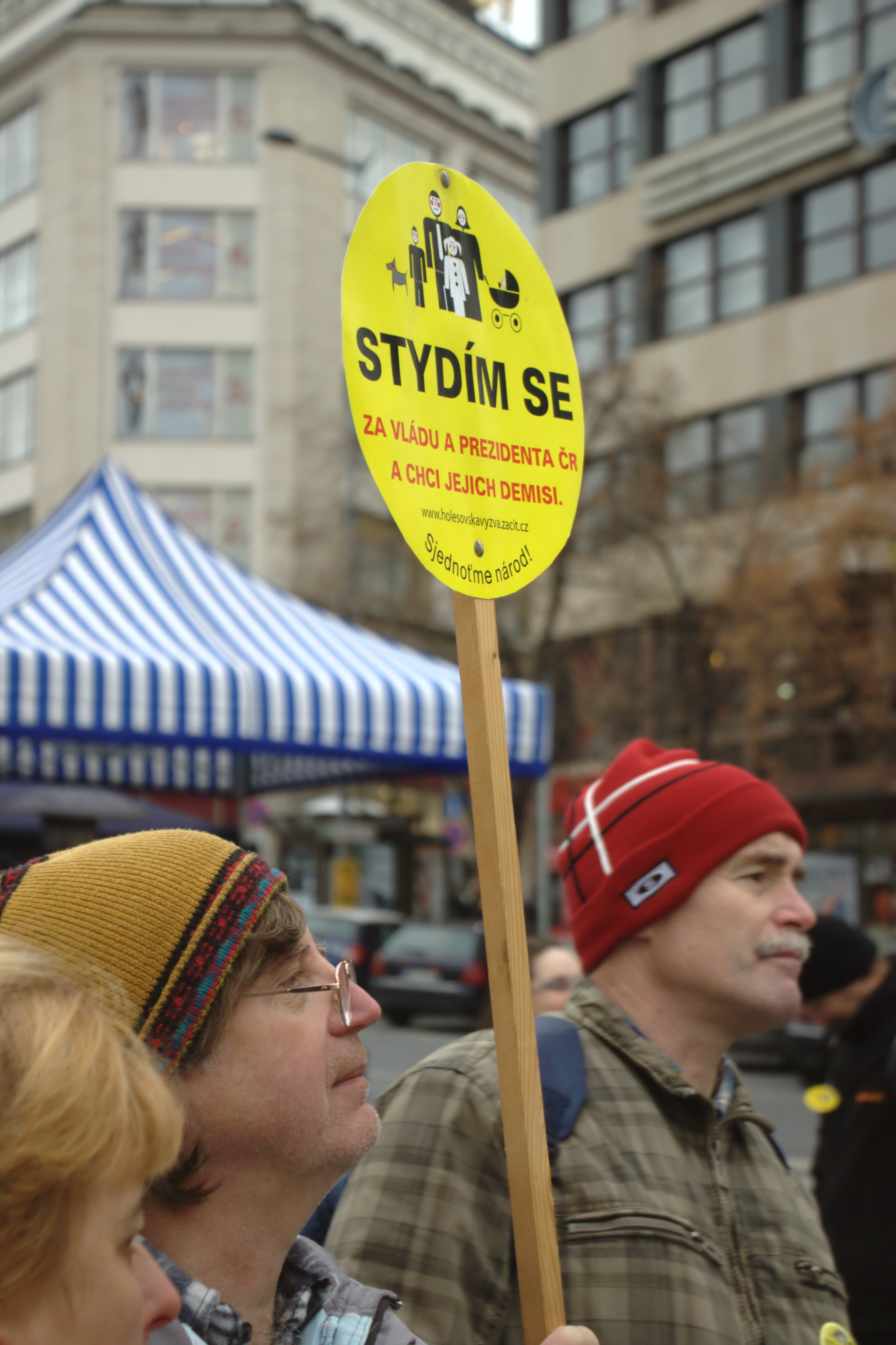
Hesla odkazující na výzvu během demonstrace 17. listopadu 2012

Holešovská výzva je dokument uveřejněný na přelomu zimy a jara 2012 ze strany řady občanských sdružení a iniciativ. Požaduje společenské a politické změny v Česku. Hlavním mluvčím výzvy byl Slávek Popelka. Okolo výzvy se postupně seskupila řada lidí, která na její podporu demonstrovala proti politické situaci v zemi v několika jejích větších městech. Kolem dokumentu se rozproudila debata jak ve společnosti, tak i na politické scéně.
Další část členů, kteří nebyli spokojeni se Slávkem Popelkou, založili spolu s DSSS občanské sdružení se stejným názvem Holešovská výzva.[zdroj?]

## Cíle
Podle usnesení své celostátní konference z 28. ledna 2012 výzva požaduje:
1. demisi vlády a jmenování dočasné úřednické vlády odborníků
2. zahájení příprav spravedlivých demokratických voleb
3. uzákonění referenda
4. zastavení církevních restitucí
5. zastavení penzijní, sociální, zdravotnické a školské reformy
6. odvolání podpisu na smlouvě ACTA, která zavádí cenzuru na internetu
7. do jednoho týdne po jmenování dočasné úřednické vlády odstoupení prezidenta Václava Klause pro ztrátu důvěry

Uvedené požadavky měly být splněny do konce února 2012. Protože se tak nestalo, byl naplánován „celonárodní protest“ na 15. dubna.

## Reakce
Politici z vládní koalice aktivitu lidí zapojených do Holešovské výzvy příliš nekomentovali, premiér Nečas (ODS) sdělil, že mají právo vyjádřit svůj názor, zdůraznil ale, že reformy jsou klíčové a vláda od nich neustoupí. Pouze ministr financí Miroslav Kalousek (TOP 09) mínil, že nešlo jen o obyčejné protivládní protesty, mělo jít o protest proti celému demokratickému systému jako takovému. Také předseda nejsilnější opoziční strany Bohuslav Sobotka (ČSSD) je nechtěl bagatelizovat a označil je za projev rostoucího společenského napětí.
Komentátor Karel Steigerwald měl celou výzvu za „nesmyslné blábolení,“ které ale může nabýt významu, pokud se ho chopí významnější politická síla, politolog Bohumil Doležal pak dokonce akci označil za „frontální útok na polistopadový režim.“
Holešovskou výzvu také zkritizoval levicový politik a bývalý premiér Miloš Zeman, který ji přirovnal ke snažení Benita Mussoliniho a Adolfa Hitlera, a to kvůli požadavku na zrušení politických stran.